# Ruifang
Ruifang (chiń. upr. 瑞芳区; chiń. trad. 瑞芳區; pinyin Ruìfāng qū; Wade-Giles Jui-fang ch’ü) – dzielnica (chiń. 區, qū) miasta wydzielonego Nowe Tajpej na Tajwanie. Znajduje się we wschodniej części miasta.
23 czerwca 2009 komitet przy Ministrze Spraw Wewnętrznych Republiki Chińskiej zarekomendował przekształcenie dotychczasowego powiatu Tajpej (chiń. trad. 臺北縣; pinyin Taibei xiàn) w miasto wydzielone; wszystkie gminy miejskie (chiń. 鎮, zhèn), jak Ruifang, gminy wiejskie i miasta wchodzące w skład powiatu zostały przekształcone w dzielnice (chiń. 區, qū). Ustawa weszła w życie 25 grudnia 2010 roku.
Populacja dzielnicy Ruifang w 2016 roku liczyła 40 600 mieszkańców – 20 082 kobiety i 20 518 mężczyzn. Liczba gospodarstw domowych wynosiła 16 168, co oznacza, że w jednym gospodarstwie zamieszkiwało średnio 2,51 osób.

## Demografia (2010–2016)
| Rok  | Liczba ludności | Gęstość zaludnienia | Kobiety | Mężczyźni | Gospodarstwa domowe |
| ---- | --------------- | ------------------- | ------- | --------- | ------------------- |
| 2010 | 42 432          | 599                 | 20 732  | 21 700    | 15 847              |
| 2011 | 42 031          | 594                 | 20 632  | 21 399    | 15 930              |
| 2012 | 41 617          | 588                 | 20 501  | 21 116    | 15 967              |
| 2013 | 41 490          | 586                 | 20 490  | 21 000    | 16 025              |
| 2014 | 41 315          | 584                 | 20 456  | 20 859    | 16 088              |
| 2015 | 40 976          | 579                 | 20 268  | 20 708    | 16 142              |
| 2016 | 40 600          | 573                 | 20 082  | 20 518    | 16 168              |